# المسح (علم الآثار)

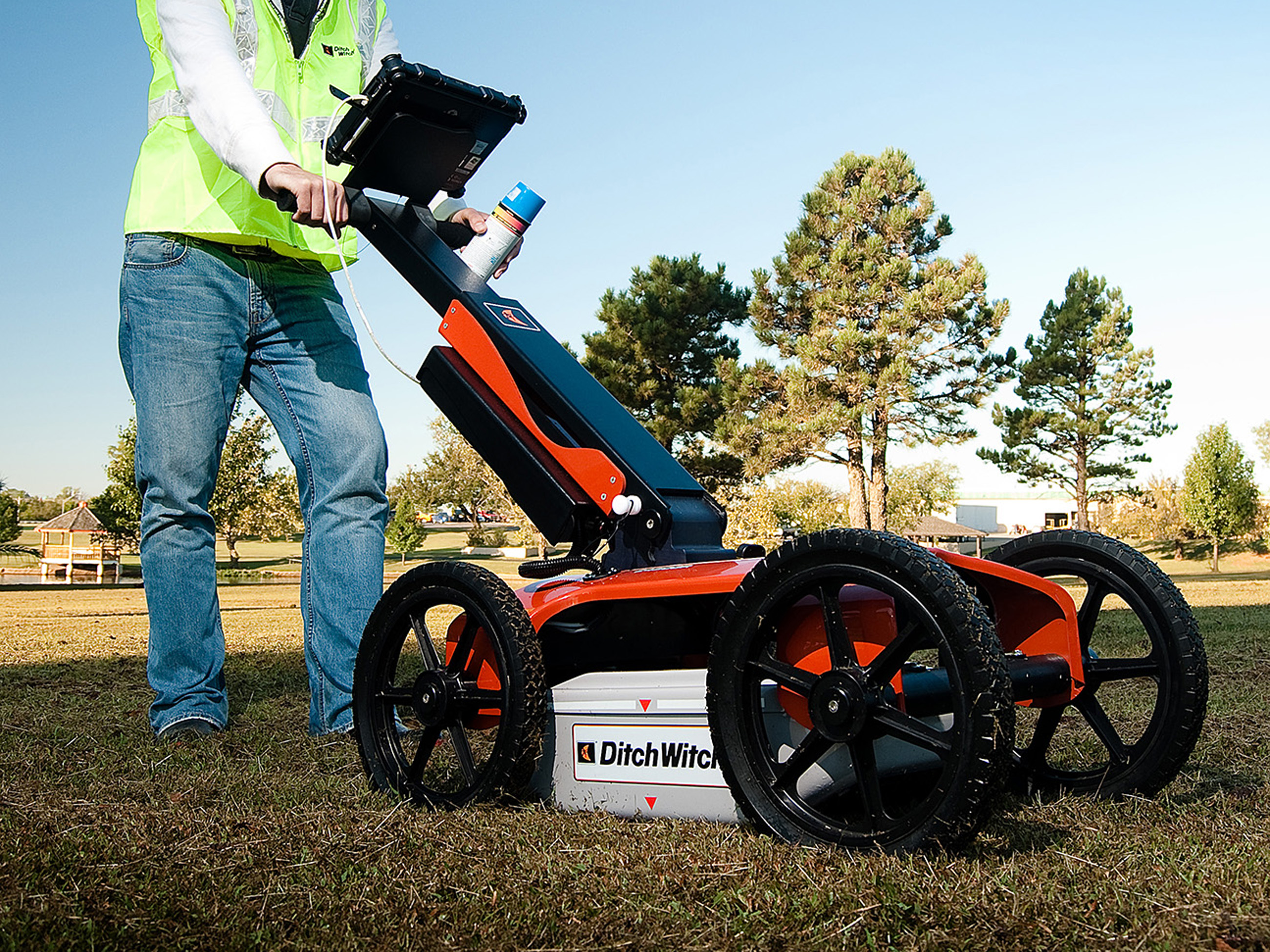
رادار اختراق الأرض هو أداة تستخدم في المسوحات الميدانية الأثرية.

المسح الأثري أو المسح الميداني في علم الآثار، هو نوع من البحوث الميدانية التي يقوم بها علماء الآثار (غالبًا علماء آثار المناظر الطبيعية) للبحث عن المواقع الأثرية وجمع المعلومات حول موقع وتوزيع وتنظيم الثقافات البشرية القديمة عبر منطقة كبيرة (على سبيل المثال، عادة ما تزيد عن هكتار واحد، وغالبًا ما تزيد عن العديد من الكيلومترات المربعة). يجري علماء الآثار المسوح للبحث عن مواقع أثرية معينة أو أنواع معينة من المواقع، لاكتشاف الأنماط في توزيع الثقافة المادية عبر المناطق، لوضع تعميمات أو اختبار فرضيات حول الثقافات الماضية، ولتقييم المخاطر التي قد تسببها مشاريع التطوير على التراث الأثري.
يمكن أن تكون المسوح الأثرية: (أ) تدخلية أو غير تدخلية، وذلك حسب احتياجات فريق المسح (وخطورة تدمير الأدلة الأثرية إذا استخدمت الطرق التدخلية)؛ و(ب) شاملة أو مكثفة، وذلك حسب نوعية الأسئلة البحثية المطروحة حول المناظر الطبيعية المعنية. يمكن أن تكون المسوح وسيلة عملية لتقرير ما إذا كان ينبغي إجراء تنقيب (كوسيلة لتسجيل التفاصيل الأساسية لموقع محتمل)، ولكنها قد تكون أيضًا غاية في حد ذاتها، حيث توفر معلومات مهمة حول الأنشطة البشرية الماضية في سياق إقليمي.
يعد الدور الشائع للمسح الميداني في تقييم الأهمية الأثرية المحتملة للأماكن التي يُقترح تطويرها. يرتبط هذا عادة بأعمال البناء وبناء الطرق. يحدد التقييم ما إذا كانت منطقة التأثير التطويري تحتوي على موارد أثرية مهمة ويوصي بما إذا كان يمكن تجنب البقايا الأثرية أو إذا كان التنقيب ضروريًا قبل بدء أعمال التطوير.
يستخدم علماء الآثار مجموعة متنوعة من الأدوات عند إجراء المسوح، بما في ذلك نظم المعلومات الجغرافية (GIS)، ونظام تحديد المواقع العالمي (GPS)، والاستشعار عن بعد، والمسح الجيوفيزيائي والتصوير الجوي.

## البحث والتخطيط
يُجرى العمل الميداني لمسح المواقع الأثرية لأسباب متعددة، بعضها يكون مدفوعًا بالتهديدات التي تواجه الحفاظ على المواد الأثرية، مثل التطوير العمراني المقترح أو المخاطر المرتبطة بعمليات التحلل أو التآكل. يمكن أن تجرى المسوح أيضًا في غياب التهديدات كجزء من برنامج بحثي أو جهود الحفاظ على التراث. قبل الشروع في العمل الميداني، يُجرى تقييمات مكتبية، تُجمع من خلالها المعلومات المكتوبة والبصرية والإلكترونية بهدف تقييم وتطوير خطة للعمل الميداني المستقبلي. يجب أخذ طبيعة المناظر الطبيعية في الاعتبار (مثل كثافة الغطاء النباتي، ووجود المستوطنات أو الصناعات القائمة، وعمق التربة، والمناخ) قبل اختيار مجموعة من التقنيات لتطبيقها ضمن منهج شامل مناسب.

### المبررات
قد تُعتبر منطقة ما جديرة بالمسح بناءً على عدة عوامل:
- القطع الأثرية المكتشفة: العثور على قطع أثرية قد جمعها السكان المحليون، والتي قد تكون موجودة في المتحف المحلي أو غالبًا ما تكون محفوظة في المنازل الخاصة أو المباني القديمة مثل الكنائس والمعابد، ويكون مصدرها غير واضح.
- المصادر الأدبية: النصوص الأدبية القديمة التي قدمت أدلة حول مواقع المستوطنات التي لم تُوثق أثرية بعد. قد تكون هذه النصوص حديثة نسبيًا، مثل كتاب عن التاريخ المحلي يذكر منطقة مثيرة للاهتمام.
- المصادر الشفوية: القصص المحلية التي تحتوي على تلميحات عن ماضي عظيم، وغالبًا ما يكون لها أساس تاريخي. على سبيل المثال، قد يتذكر شخص أن جده كان يتحدث عن أعمدة من معبد قديم أثناء رعيه للأغنام.
- المعرفة المحلية: في كثير من الحالات، يعرف السكان المحليون أين يمكن العثور على شيء يهم علماء الآثار، ولكنهم لم يبلغوا عنه لأنه جزء من عالمهم أو خوفًا من التدخلات في أراضيهم أو مجتمعهم.
- المسوح السابقة: في بعض الأماكن، قد يكون قد سُجل مسح سابق في مجلة أكاديمية. يمكن استخدام التقنيات الحديثة والاكتشافات من المواقع الأخرى لإعادة فحص الموقع.
- الحفريات السابقة: الحفريات التي أجريت قبل منتصف القرن العشرين غالبًا ما تكون موثقة بشكل سيء، وتترك الكثير من الأدلة التي يبحث عنها علماء الآثار الحديثون. كان المنقبون الأوائل مهتمين فقط بالفخار الفاخر والمجوهرات والتماثيل، وغالبًا ما يُشار إليهم بعلماء الآثار الإنقاذية.
- نقص المعرفة: العديد من مناطق العالم لديها معرفة محدودة بطبيعة وتنظيم النشاط البشري في الماضي على المستوى الإقليمي. على الرغم من معرفة موقع أو أكثر في منطقة معينة، إلا أن القليل يُعرف عن التوزيع الأوسع للمستوطنات المعاصرة وكيفية تغير أنماط الاستيطان مع مرور الوقت. يُعد المسح الميداني الأثري الأداة الأساسية لاكتشاف المعلومات حول المناطق التي لم يُحقق فيها سابقًا.
- الفرضيات الأثرية: بعض أنواع النظريات الأثرية - حول التغيرات في الاستراتيجيات الزراعية أو كثافة السكان على سبيل المثال - تُحقق أو تُختبر من خلال المسوحات الأثرية للمناطق التي يجب أو لا يجب أن تحتوي على أنواع معينة من المواد الأثرية إذا كانت النظرية صحيحة.

### استرجاع الخرائط
يُظهر استرجاع الخرائط، وهو مقارنة الخرائط من فترات زمنية مختلفة لنفس المنطقة، الهياكل القديمة التي سُجلت ولكنها لم تعد مرئية كميزات سطحية. يمكن أن يساعد استخدام الخرائط الحديثة في إعادة إسقاط الخرائط القديمة في تحديد هذه الميزات باستخدام تقنيات وأدوات المسح المعاصرة.

### التصوير الجوي
يُعد التصوير الجوي أداة جيدة لتخطيط المسح. تظهر بقايا المباني القديمة في الحقول كعلامات محاصيل؛ تحت التربة العلوية، قد تؤثر البقايا على نمو المحاصيل أو العشب. يُفضل وجود صور لنفس المنطقة في أوقات مختلفة من السنة، مما يسمح للمحلل بالعثور على أفضل وقت لرؤية علامات المحاصيل.

### الأعمال السابقة في المنطقة
إذا لم يكن المؤشر الذي بدأ العملية هو سجل للأعمال السابقة، فسيحتاج علماء الآثار إلى التحقق مما إذا كان قد أُجري أي عمل سابق قبل البدء في المشروع المعلق. قد يكون ذلك صعبًا بسبب نشر العديد من المسوحات والحفريات القديمة في أوراق غير متاحة على نطاق واسع. يمكن التعامل مع ذلك من خلال زيارة المنطقة للتحقق من المتاحف المحلية والمؤرخين والأشخاص المسنين الذين قد يتذكرون شيئًا عن الأنشطة السابقة في مكان معين.

### الأذونات
يُعد الحصول على إذن لإجراء مسح ميداني ثقافي، خاصةً غير التدخلي، أمرًا بسيطًا عادةً. إذا كانت المنطقة مملوكة للقطاع الخاص، قد تتطلب القوانين المحلية تعاون المالكين. قد يكون الحصول على إذن للمسح التدخلي أكثر صعوبة، بسبب الخوف من تدمير الأدلة أو القيم العقارية، والتهديد بالقضايا القانونية عن الأضرار الناجمة عن ذلك. في فرنسا، يعتبر التنقيب رسميا عملية أثرية في حد ذاتها، ويحكمها الكتاب الخامس من قانون التراث وبالتالي فهي تخضع لترخيص من المصالح المختصة بوزارة الثقافة مثل أي حفريات.

## المسح الجيوفيزيائي
تُستخدم المسوحات الجيوفيزيائية لرسم خرائط تحت سطح المواقع الأثرية. وفي السنوات الأخيرة، حدثت تطورات كبيرة في هذا المجال، وأصبحت أداة مفيدة وفعالة من حيث التكلفة بشكل متزايد في علم الآثار. يمكن للأدوات الجيوفيزيائية اكتشاف السمات الأثرية المدفونة عندما تتباين خصائصها الكهربائية أو المغناطيسية بشكل ملحوظ مع محيطها. في بعض الحالات، تُكتشف القطع الأثرية الفردية، وخاصة المعدنية. تصبح القراءات التي تؤخذ في نمط منهجي مجموعة بيانات يمكن تقديمها كخرائط صور للتفسير. يمكن استخدام نتائج المسح لتوجيه الحفريات وإعطاء علماء الآثار نظرة ثاقبة لأنماط الأجزاء غير المحفورة من الموقع. على عكس الطرق الأثرية الأخرى، فإن المسح الجيوفيزيائي ليس غازيًا أو مدمرًا. لهذا السبب، غالبًا ما يُستخدم حيث يكون الحفاظ (بدلاً من الحفر) هو الهدف للحفاظ على المشروع والامتثال للقوانين المعمول بها.